# Stephan Seiter
Stephan Seiter (* 18. März 1963 in Stuttgart) ist ein deutscher Professor. Als  Politiker errang er zur Bundestagswahl 2021 ein Landeslistenmandat der(FDP) und vertrat bis 2025 den Bundestagswahlkreis Waiblingen.
Seiter studierte ab 1984 Wirtschaftswissenschaften an der Universität Hohenheim. Hier erlangte er 1989 sein Diplom als Dipl.oec.; 1994 wurde er zum Dr.oec. promoviert und habilitierte sich 2007 in der Volkswirtschaftslehre. Bis zu seiner Wahl in den Deutschen Bundestag war er als Professor für Volkswirtschaftslehre an der ESB Business School der Hochschule Reutlingen tätig. Er ist 2016 in die FDP eingetreten. Seiter ist verheiratet und hat zwei erwachsene Söhne.